# خاکریز (بیله‌سوار)
خاکریز روستایی است که در استان اردبیل، شهرستان بیله‌سوار،بخش انجیرلو ، دهستان انجیرلو قرار دارد.

## جمعیت
بر اساس سرشماری سال ۱۳۸۵ جمعیت این روستا ۲۱۶ نفر با ۴۴ خانوار بوده‌است.